# Panfílovo
Panfílovo (en rus: Панфилово) és un poble de l'óblast de Vladímir, a Rússia, segons el cens del 2012 tenia 1.727 habitants. Pertany al districte municipal de Múrom.